# Aaron Harrison
Pour les articles homonymes, voir Harrison.
Aaron Malik Harrison, né le 28 octobre 1994 à San Antonio, Texas, est un joueur américain de basket-ball. Il évolue au poste d'arrière. Il est le frère jumeau d'Andrew Harrison.

## Carrière universitaire
Le 9 avril 2015, il s'inscrit à la draft 2015 de la NBA.

## Carrière professionnelle
Non drafté en 2015, il participe à la NBA Summer League avec les Hornets de Charlotte.
Le 12 juillet 2015, grâce à de bonnes prestations à la NBA Summer League, il est signé par les Hornets pour deux ans.
Harrison est reconnu pour la fiabilité de son tir à trois points.
En juillet 2020, Harrison s'engage pour deux saisons avec le club grec d'Olympiakós.
En septembre 2022, Harrison rejoint le KK Cedevita Olimpija, club du championnat de Slovénie et en décembre, il s'engage avec le club taïwanais des Kaohsiung Steelers (en).

## Clubs successifs
- 2013-2015 :  Wildcats du Kentucky (NCAA).
- 2015-2017 :  Hornets de Charlotte (NBA).

## Statistiques

### Universitaires
Les statistiques en matchs universitaires d'Aaron Harrison sont les suivantes :
| Année     | Équipe   | Matches | Titul. | Min./m. | %tir | %3pts | %l-f | rbds/m. | pass/m. | int/m. | ctr/m. | pts/m. |
| --------- | -------- | ------- | ------ | ------- | ---- | ----- | ---- | ------- | ------- | ------ | ------ | ------ |
| 2013-2014 | Kentucky | 40      | 40     | 32,6    | 42,3 | 35,6  | 79,0 | 2,98    | 1,85    | 1,07   | 0,30   | 13,72  |
| 2014-2015 | Kentucky | 39      | 38     | 25,8    | 39,5 | 31,6  | 78,2 | 2,56    | 1,41    | 1,10   | 0,15   | 11,03  |
| Total     |          | 79      | 78     | 29,2    | 41,0 | 33,5  | 78,7 | 2,77    | 1,63    | 1,09   | 0,23   | 12,39  |

## Palmarès
- McDonald's All-American (2013)
- First-team Parade All-American (2013)

## Vie privée
Son frère jumeau Andrew est aussi basketteur.